# Craig Muller
Craig Muller (født 7. juni 1961) er en australsk tidligere roer.
Muller deltog ved OL 1984 i Los Angeles i otter. Australiernes besætning bestod desuden af Clyde Hefer, Samuel Patten, Tim Willoughby, Ian Edmunds, James Battersby, Ion Popa, Stephen Evans og styrmand Gavin Thredgold. Australierne blev toer i indledende heat og vandt derpå opsamlingsheatet. I finalen vandt Canada guld, USA sølv, mens australierne hentede tredjepladsen.

## OL-medaljer
- 1984:  Bronze i otter